# Hermann Kiepert
Hermann August Moritz Kiepert (* 1828 in Königsberg (Preußen); † 21. Dezember 1887 in Mitau, Gouvernement Kurland, Russisches Kaiserreich) war ein deutscher Historien- und Porträtmaler der Düsseldorfer Schule sowie Fotograf.

## Leben
Kiepert studierte Malerei, zunächst an der Kunstakademie Königsberg bei Ludwig Rosenfelder, in den Jahren 1850 bis 1856 an der Kunstakademie Düsseldorf bei Wilhelm von Schadow und Karl Ferdinand Sohn. Auf der Düsseldorfer Kunstausstellung 1857 zeigte er sein Historiengemälde Kleopatra. 1858 ließ er sich in Mitau nieder und gründete dort ein fotografisches Atelier, das er 1872 aufgab, um es nach Riga, dann nach Sankt Petersburg zu verlegen. Für ein lebensgroßes Porträt des Großfürsten und Thronfolgers Alexander wurde er mit einem Brillantring ausgezeichnet. Kränklichkeit zwang ihn, nach Mitau zurückzukehren. Neben Bildnissen schuf Kiepert Altar- und Historienbilder.